# Untereinheit 1B des Arp 2/3-Komplexes
Die Untereinheit 1B des Arp 2/3-Komplexes, verkürzt p41-ARC oder auch nur p41 wegen der molaren Masse von knapp kDa, ist ein Strukturprotein aus der SOP2 Proteinfamilie und fungiert als eine von sieben Untereinheiten des Arp 2/3-Komplexes. Das vom Gen ARPC1B auf dem siebten Chromosom des Mensch codierte Protein zeigt starke Ähnlichkeiten mit der Untereinheit 1A. Diese Ähnlichkeit impliziert, dass möglicherweise beide Proteine als p41-Untereinheit des Komplexes dienen.

## Funktion
Die Untereinheit 1B interagiert mit Arp2, Arp3, p16, p20,  p21 und p34 und formt mit ihnen den Arp 2/3-Komplex, der eine entscheidende Rolle bei der Aktinnukleation, der Polymerisation von G-Aktin zu Aktinfilamenten, einnimmt. Der Komplex ahmt dazu mit seinen Untereinheiten Arp2 und 3 ein Aktindimer nach, das aber stabiler ist als das Dimer selbst, und damit als Zentrum für die weitere Polymerisation dient. Die Untereinheit B könnte dabei speziell für die Struktur des Komplexes nötig sein. Daneben ist es Aktivator und Substrat für die Aurorakinase A, aus der Familie der Aurorakinasen.